# كام فرازير
كام فرازير هو لاعب كرة قدم كندية كندي، ولد في 1932، وتوفي في 16 مايو 1999 في هاميلتون في كندا.